# 大枝継吉
大枝 継吉（おおえ の つぐよし）は、平安時代初期の貴族。遠江守・大枝菅麻呂の子。官位は正五位下・鋳銭長官。

## 経歴
平城朝の大同3年（808年）鋳銭業務の功労により従五位下に叙爵する。嵯峨朝初頭の弘仁元年（810年） 鋳銭司が帳簿に登録されていない余剰の銅を用いて新銭（隆平永宝）1040貫を鋳造して貢進したことから、鋳銭長官・三島年嗣ら鋳銭司官人に対する叙位が行われ、継吉は従五位上に叙せられた。
まもなく鋳銭長官に昇格すると、弘仁2年（811年）山城介、弘仁3年（812年）伯耆守と地方官も兼ね、弘仁4年（813年）正五位下に至る。

## 官歴
『日本後紀』による。
- 時期不詳：正六位上
- 大同3年（808年） 正月29日：従五位下
- 時期不詳：鋳銭次官
- 弘仁元年（810年） 12月20日：従五位上
- 時期不詳：鋳銭長官
- 弘仁2年（811年） 正月11日：兼山城介
- 弘仁3年（812年） 正月12日：兼伯耆守
- 弘仁4年（813年） 正月7日：正五位下

## 系譜
- 父：大枝菅麻呂[1]
- 母：不詳
- 生母不明の子女
  - 男子：大枝総成[1]
  - 男子：大枝氏子[1]